# 229900 Emmagreaves
229900 Emmagreaves è un asteroide della fascia principale. Scoperto nel 2009, presenta un'orbita caratterizzata da un semiasse maggiore pari a 2,5785680 UA e da un'eccentricità di 0,1546925, inclinata di 6,94005° rispetto all'eclittica.
L'asteroide è dedicato alla statunitense Emma Jane Greaves, primogenita dello scopritore.